# Toni Kallio
Toni Kari Mikael Kallio (født 9. august 1978 i Tampere, Finland) er en finsk tidligere fodboldspiller (midterforsvarer).
Kallio startede sin karriere i hjemlandet, hvor han blandt andet var tilknyttet HJK Helsinki i fem år. Han vandt to finske mesterskaber med klubben i henholdsvis 2002 og 2003. Senere i karrieren havde han ophold i både Norge, Schweiz og Thailand, og spillede også en kort overgang i den engelske Premier League hos Fulham F.C.
Kallio spillede desuden 49 kampe og scorede to mål for Finlands landshold, som han debuterede for 31. januar 2000 i en venskabskamp mod Færøerne.

## Titler
Veikkausliiga
- 2002 og 2003 med HJK Helsinki

Finsk pokal
- 2003 med HJK Helsinki

Norsk pokal
- 2005 med Molde